# 里奇·麥克考
里奇·麥克考（英語：Richie McCaw；1980年12月31日—）是一位新西蘭橄欖球運動員。他是新西蘭國家橄欖球隊的一員，代表新西蘭參加了2015年世界盃橄欖球賽。他是新西蘭國家橄欖球隊的隊長。2015年11月19日，麥克考表示他將退役。